# Tetrapedia pyramidalis
Tetrapedia pyramidalis là một loài Hymenoptera trong họ Apidae. Loài này được Friese mô tả khoa học năm 1899.